# Вільям Вордсворт
Вільям Вордсворт (англ. William Wordsworth; 7 квітня 1770, Кокермаут — 23 квітня 1850, Райдал-Маунт, поблизу Грасміра, Вестморленд) — англійський поет-романтик. Видатний представник «озерної школи».

## Життєпис
Він був другий з п'яти дітей Д. Вордсворта, повіреного і агента Дж. Лоутера (згодом першого графа Лонсдейла). У 1779 хлопчика призначили в класичну школу в Гоуксгеді (Північний Ланкашир), звідки він виніс відмінне знання античної філології і математики і начитаність в англійській поезії. У Гоуксгеді він вдавався до улюбленого проведення часу — піших прогулянок.
У 1787 Вордсворт вступив до Сент-Джонз-коледжу Кембриджського університету, де займався переважно англійською літературою і італійською мовою. Під час канікул він обійшов Озерний край і Йоркшир і написав героїчним дівіршем поему Вечірня прогулянка (англ. An Evening Walk, 1793), в якій є багато проникливих картин природи. У липні 1790 року Вордсворт і його університетський друг Р. Джонс пішки перетнули Францію, що переживала революційне пробудження, і через Швейцарію дісталися до озер на півночі Італії. Батько Вордсворта помер, причому його наймач граф Лонсдейл залишився йому винен декілька тисяч фунтів, але відмовився визнати цей борг. Сім'я сподівалася, що Вільям прийме духовний сан, але він не був до цього схильний і в листопаді 1791 знову вирушив до Франції, до Орлеана, щоб ґрунтовно зайнятися французькою мовою. Там він полюбив дочку військового лікаря Анетт Валлон, яка 15 грудня 1792 народила від нього дочку Кароліну. Опікуни наказали йому негайно повернутися додому. Вордсворт визнав своє батьківство, але не одружився з Анетт.
Після повернення до Лондона (у грудні 1792) він опублікував Вечірню прогулянку і Описові нариси (англ. Descriptive Sketches), розповідь про подорож з Джонсом, написану в Франції і забарвлену захопленим прийняттям революції. В лютому 1793 спалахнула англо-французька війна, вона вразила Вордсворта і надовго занурила його в смуток і тривогу. Восени 1794 помер один з молодих друзів Вордсворта, заповівши йому 900 фунтів. Цей своєчасний дар дозволив Вордсворту цілком віддатися поезії. З 1795 до середини 1797 він жив в графстві Дорсетшир разом зі своєю єдиною сестрою Доротеєю; їх об'єднувала повна спорідненість душ. Доротея вірила в брата, її підтримка допомогла йому вийти з депресії і стати великим поетом. Він почав з трагедії Жителі прикордоння (The Borderers). Непідробним відчуттям наповнена поема в білих віршах Зруйнований котедж (англ. The Ruined Cottage) — про долю нещасної жінки; згодом поема стала першою частиною Прогулянки (англ. The Excursion).
У липні 1797 Вордсворти переїхали в Альфоксден (графство Сомерсетшир) — ближче до С. Т. Колріджа, який жив в Нетер-Стові. За рік тісного спілкування з Колріджем склалася збірка Ліричні балади (англ. Lyrical Ballads), куди увійшли Оповідь про Старого Мореплавця Колріджа, Недоумкуватий хлопчик, Терен, Рядки, написані на відстані декількох миль від Тінтернського абатства і інших вірші Вордсворта. Анонімне видання Балад вийшло у вересні 1798. Колрідж умовив Вордсворта почати епічну «філософічну» поему про «людину, природу і суспільство» під назвою Відлюдник (англ. The Recluse). Вордсворт із натхненням узявся за справу, але зав'язнув у композиції. В рамках цього задуму ним написані тільки віршований вступ Про людину, природу і життя, автобіографічна поема Прелюдія (англ. The Prelude, 1798—1805) і Прогулянка (1806—1814). У Альфоксдені він також закінчив (але не опублікував) Пітера Бела (англ. Peter Bell).
У вересні 1798 Вордсворти з Колріджем здійснили поїздку до Німеччини. У Госларі Вордсворт, приступаючи до Відлюдника, виклав білим віршем історію своїх підліткових вражень і переживань від спілкування з природою. Пізніше він включив написане в Прелюдію як Книга I. Крім цього він написав багато віршів, в тому числі цикл Люсі і Руф. У грудні 1799 він і Доротея зняли котедж в Грасмирі (графство Вестморленд). У січні 1801 Вордсворт випустив друге видання Ліричних балад, додавши створені в Грасмирі оповідні поеми Брати і Майкл і обширну передмову з міркуваннями про природу поетичного натхнення, призначення поета, зміст і стиль дійсної поезії. Колрідж не дав жодного нового твору до другого видання, і воно, увібравши в себе перше, вийшло в світ під ім'ям одного Вордсворта.
Зима і весна 1802 відмічені творчою активністю поета: були написані Зозуля, триптих Метелик, Обіцянки безсмертя: Ода, Рішучість і Незалежність. У травні 1802 старий граф Лонсдейл помер, і спадкоємець погодився виплатити Вордсвортам 8000 фунтів. Це істотно укріпило добробут Доротєї і Вільяма, що збирався одружуватися з Мері Гатчинсон. У серпні всі троє побували в Калі, де побачилися з Анетт Валлон і Кароліною, і 4 жовтня Мері і Вордсворт повінчалися. Їхній шлюб був дуже щасливим. З 1803 по 1810 вона народила п'ятьох дітей. Доротея залишилася жити в сім'ї брата.
У 1808 Вордсворти перебралися в просторіший будинок в тому ж Грасмирі. Там Вордсворт написав більшу частину Прогулянки і декілька прозаїчних творів, в тому числі свій знаменитий памфлет про Конвенцію в Цинтрі, продиктований співчуттям до іспанців під владою Наполеона і обуренням зрадницькою політикою Англії. Цей період був затьмарений сваркою з Колріджем (1810—1812) і смертю в 1812 дочки Кетрін і сина Чарльза. У травні 1813 Вордсворти виїхали з Грасмира і влаштувалися в Райдел-Маунт, двома милями ближче до Емблсайду, де і прожили до кінця своїх днів. У тому ж році Вордсворт отримав за протекцією лорда Лонсдейла посаду державного вповноваженого з гербових зборів у двох графствах, Вестморленді і частини Камберленда, що дозволило йому забезпечити сім'ю. Цю посаду він виконував до 1842, коли йому призначили королівську пенсію — 300 фунтів на рік.
Після завершення наполеонівських воєн (1815) Вордсворт зміг наситити свою пристрасть до подорожей, кілька разів побувавши в Європі. Прелюдію, «поему про своє життя», він закінчив ще в 1805, але в 1832—1839 ретельно її переписував, пом'якшуючи дуже відверті пасажі і вставляючи фрагменти, пройняті підкреслено християнськими настроями. У 1807 він випустив Вірші в двох томах (англ. Poems in Two Volumes), що включили багато великих зразків його лірики. Прогулянка вийшла в 1814, за нею в 1815 вийшли перші збори віршів в двох томах (третій додався в 1820); у 1816 була опублікована Подячна ода (англ. Thanksgiving Ode) — на переможне закінчення війни; у 1819 побачили світ Пітер Белл і Візник (англ. The Waggoner), написаний ще в 1806, а в 1820 — цикл сонетів Річка Даддон (англ. The River Duddon). У 1822 вийшли Церковні нариси (англ. Ecclesiastical Sketches), у формі сонетів про історію Англіканської церкви від часу її утворення. Знову в Ярров (англ. Yarrow Revisited, 1835) переважно писалося під враженням від поїздок до Шотландії в 1831 і 1833. Останньою книгою, виданою Вордсвортом, стали Вірші, написані переважно в юності і старості (англ. Poems, Chiefly of Early and Late Years, 1842), куди увійшли Мешканці прикордоння і рання поема Вина і скорбота (англ. Guilt and Sorrow).

## Програма

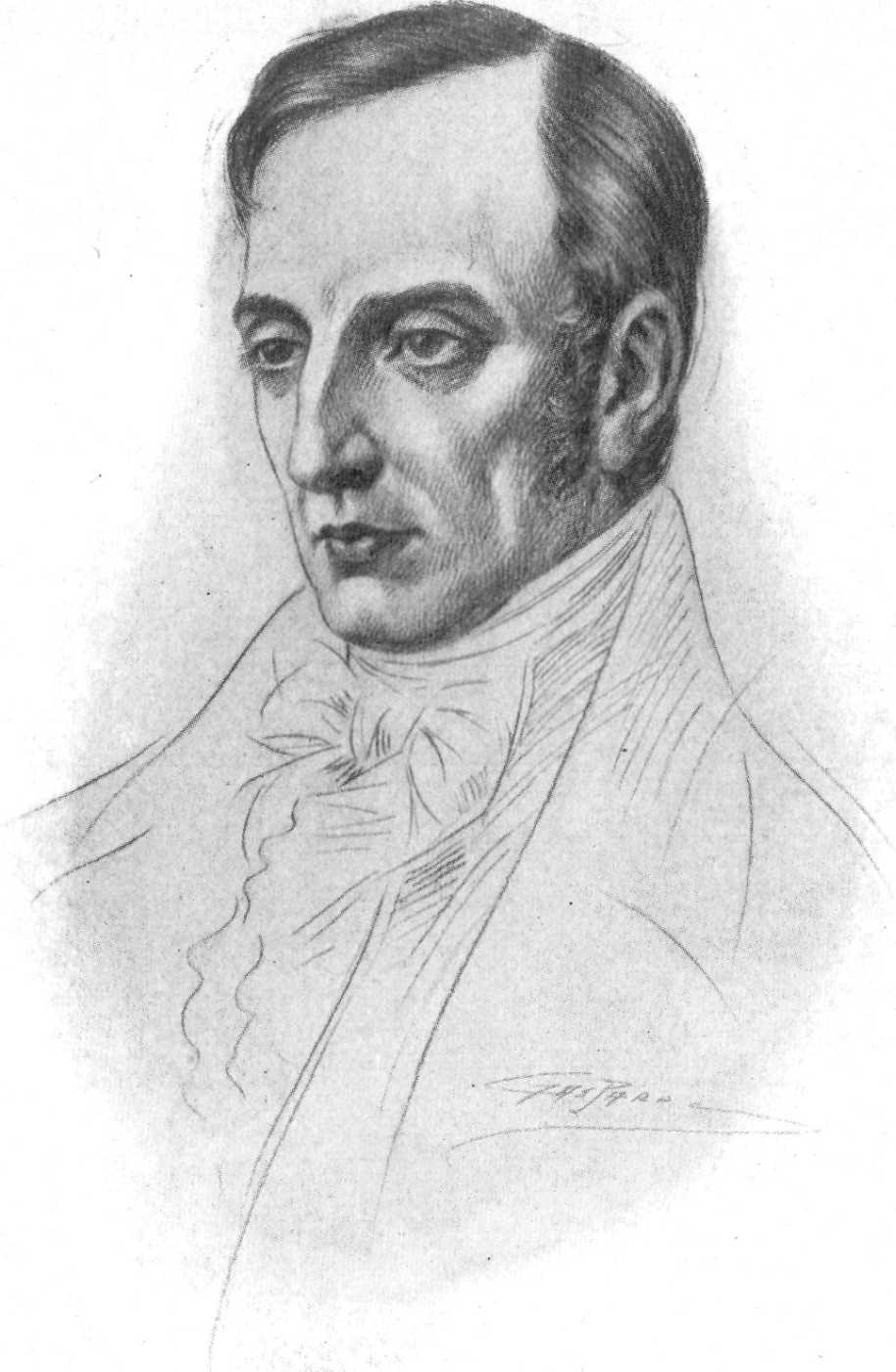

Представники романтизму різко засуджували міську культуру і йшли від неї або в середні віки — «готичного романтизму», — або в природу. У тиші дрібномаєтного побуту і села, в простоті шукали вони порятунки від соціальних бід, протиставляючи міському життю простий «незіпсований» побут провінції. «Простий» побут став їх ідеалом, і Вордсворт зайнявся його апологією в області художньої літератури. Він узяв за правило «брати матеріал для творчості зі звичайного життя, оформляти його звичайним способом, звичайною мовою». «Звичайне життя, — говорить він, — вибране мною тому, що тільки в ньому все природно і правдиво; у його умовах простий, нічим не прикрашений побут не суперечить прекрасним і стійким формам природи» («Preface to Lyrical Ballads», 2 ed.). Розсудливу і пихату мову поезії класицизму Вордсворт понизив до рівня розмовної мови; на думку Вордсворта, мова поезії не повинна відрізнятися від мови прози.
Вордсворт незмінно підкреслював, як багато він зобов'язаний чотирьом своїм великим попередникам в англійській поезії — Дж. Чосеру, Е.Спенсеру, В.Шекспіру і Д.Мілтону. Його стиль виявляє прикмети їх незмінного впливу, насамперед Мілтона, чиї сонети спонукали Вордсворта звернутися до цієї поетичної форми. Пізня його поезія переважно представлена саме сонетами, іноді об'єднаними в цикли на зразок Річки Даддон і Церковних нарисів. Сюжетні вірші Ліричних балад і за змістом, і за стилем споріднені з народною англійською баладою, добре знайомою Вордсвортові.

## Ставлення до природи
На відміну від своїх сучасників, які вважали природу бездушною, поет наділяв будь-який природний об'єкт — квітку, плід, скелю, камінь — почуттями і «моральним життям» (слова з поеми Вордсворта «Прелюдія»). Він вірив у моральні імпульси, що випромінюються лісами. Поет відкрив у природі духовний сенс і духовну красу. Його вірші про природу завжди мали, принаймні, приховано, релігійний характер.
Згідно Вордсворту, відчуття свободи, дикості природи дозволяє людині відчувати себе вільною, попри те, що в суспільстві вона живе під владою тиранії.
Вордсворт, мабуть, один їх перших (а може перший) заявив про права дикої природи. У своєму «Путівнику по озерах» він пише, що необхідно «зберігати стародавні права цього та інших подібних гірських куточків від знищення».
Заява про моральні (не кажучи вже про юридичні) права природних об'єктів звучала в 1830-х роках воістину піонерною. Великі філософи того часу — і І. Кант, і Д. Локк набиралися сміливості говорити лише про моральні права людей. І тільки через півтора століття західні екофілософи повернулися до цієї революційної ідеї Вордсворта.
Погляди поета на дику природу, якій притаманні не тільки моральні права, а й естетичні, етичні та релігійні цінності, справили величезний вплив насамперед на англо-американських ідеологів і діячів природоохорони (особливо на Д. Раскіна).
Поет прозорливо застерігав сучасників і нащадків дивитися на природу тільки через призму науки. Пояснював, що ми забуваємо, яким спотвореним і парадоксальним є погляд на природу, який сучасна наука нав'язує нашим думкам. У поемі «Прелюдія» він описав своє сходження в Альпи і одним з перших в європейській культурі сказав про дику природу як «лице Бога».
У «Рядках, написаних на відстані декількох миль від Тінттернського абатства», В. Вордсворт сказав:
|  | ... я радий визнати У природі, в мові вроджених почуттів Найчистіших думок якір, пристань серця, Вожатого, наставника і душу Природи моральної моєї. |

У цих рядках поет сприймає природу як самотрансцендуючу. Вона веде його свідомість до «чогось, проникаючого углиб», і він іменує цей досвід «якорем» своїх найчистіших думок.
Крім усього іншого, Вільяма Вордсворта можна назвати не тільки філософом, але й практиком природоохорони. Оселившись зі своїм другом, відомим англійським поетом Кольриджем в Озерному регіоні Північної Англії, в 1844 р. він почав активні спроби зберегти цей малозмінений природний регіон від залізничної компанії «Кендал і Уіндермер».
Варто також зазначити, що величезною заслугою Вордсворта та інших поетів-романтиків стало відкриття краси тих явищ природи або природних пейзажів, на які люди раніше не звертали уваги або яких боялися. Що значно сприяло розвитку природоохоронної естетики.

### Образи природи
Міста, навіть провінційного, у Вордсворта немає. Тільки у сонеті «До Лондона» він зобразив Лондон, який, проте, нагадує у Вордсворта спокійну і сплячу садибу. У сонеті немає жодної характерної риси міста, попри те, що він написав цей сонет, стоячи на Вестмінстерському мосту, в самому центрі Лондона.
Зате він відкрив, як говорять критики, природу англійцям, і його справедливо вважають найкращим майстром пейзажу. Все, що Вордсворт зображав, дано на тлі природи: жебрак сидить на віддаленій скелі, кішка грає зів'ялим листям, глухий селянин лежить під сосною тощо. Час він вимірює квітучими веснами, жнивним літом, рясною плодами осінню, холодними довгими зимами. Найтонші відтінки психіки він перекладає мовою природи. Таку ваду людського організму, як глухота, Вордсворт зображає таким чином: для глухого «глибока гірська долина з дзвінкими струмками — мертва, він не чує її музики; літнім ранком його не будить урочистий хор птахів, його не тішить гучне „ку-ку“ у шумному бору; не для нього співають і дзижчать в квітах бджоли. Коли сильні вітри гойдають широкі груди озера і воно співає, грає і гуркоче тисячами вируючих хвиль, вітер пригинає до землі верхівок дерев і шумить в очереті — він не чує музики бурі, — він бачить лише німу картину. Він не чує скреготу плуга, що перевертає важкі грудки землі, він не чує дзвону коси і хрускоту трави, не чує шелестіння колосів, коли його серп підрізає стебла, не чує веселого шуму праці в жнивну пору» («Excursion Book»).
Вордсворт, будучи супротивником міської культури, не особливо тягнувся і до науки. Він пізнавав світ у безпосереднім спілкуванні з природою. «Дитина, приклавши до вуха раковину, чує гуркіт океану». «Природу пізнає не розум, а серце чуйне й вразливе. Природа — найбільший учитель. Наука шукає далеку істину, а поет співає пісні сьогоднішнього дня».
У творчості Вордсворта є частка містики і обожнювання природи, є трохи моралізування і набожності, але все це губиться в його глибоко ліричній і простій поезії. У творах Вордсворт знайшли місце і селянин, і солдат, що повернувся із служби, і коробейник, і селянські діти («A Noble Peasant»; «We are Seven»; «The idiot Boy» тощо).

## Політичні погляди

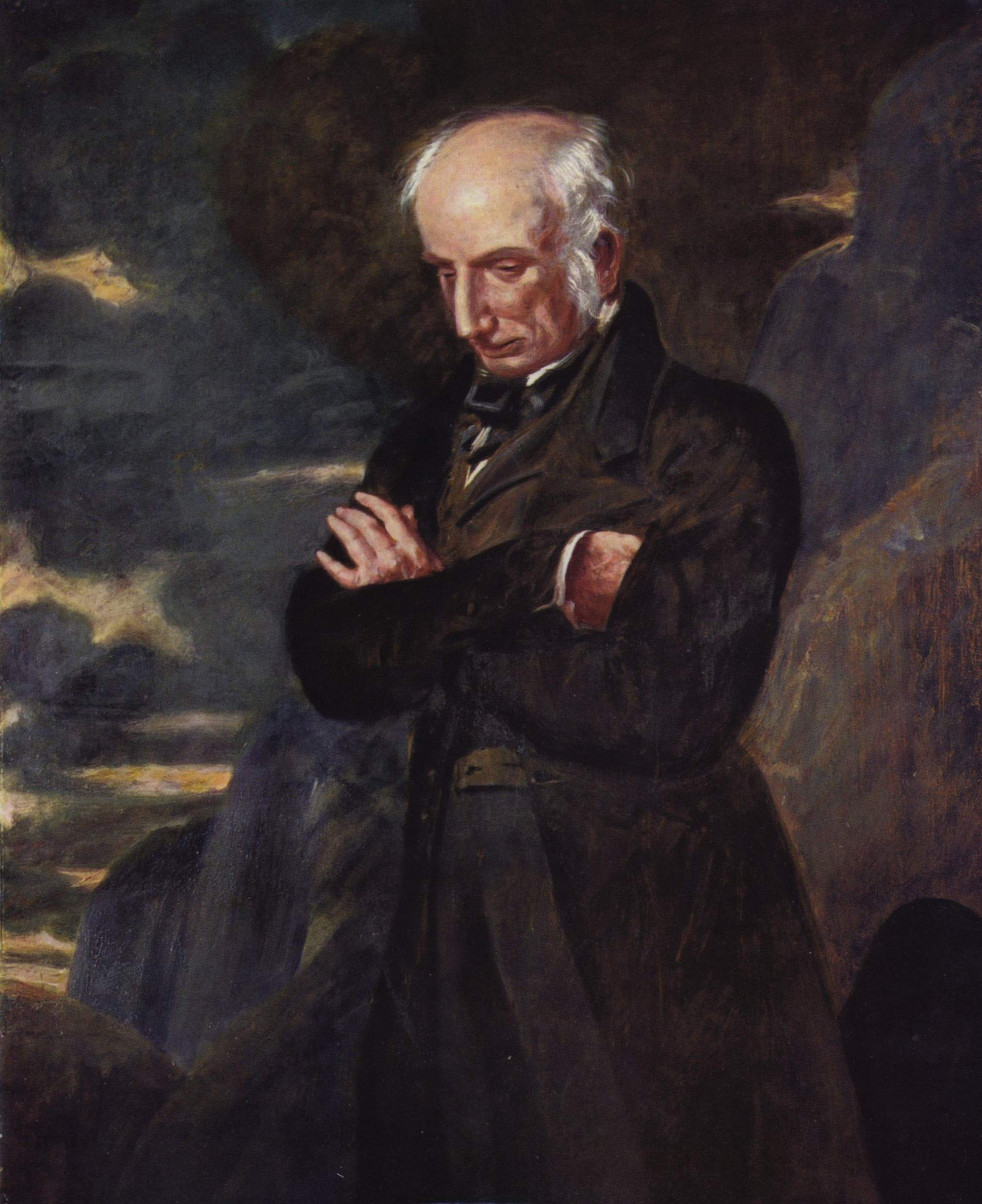
Вільям Вордсворт, портрет Бенжаміна Гайдона, 1842

У молодості Вордсворт цікавився ідеалами Великої французької революції, але після приходу до влади Наполеона I, як і багато сучасників, розчарувався в революції. Надалі Вордсворт був консерватором, і всяка зміна «прекрасних і стійких форм природи» викликала з його боку протест і обурення. Його духовним оплотом стала Англіканська церква. Справжня людяність і співчуття до бідняків примусили його виступити з різкою критикою Закону про бідних 1834. З 1838 по 1842 він багато зробив на підтримку дебатованого в парламенті законопроєкту про авторське право. Він звертався до уряду з проханнями підтримати дрібномаєтне дворянство і його оплот — село, оскільки, на його думку, потужність Англії базувалася на дрібномаєтному дворянстві. Вордсворт виступав супротивником парламентської реформи, повставав проти спорудження Кендал-Віндермирської залізниці.

## Поет-лауреат
Літературна критика зустрічала поезію Вордсворта вороже, проте слава поета неухильно росла. У 1839 Оксфордський університет зробив його почесним доктором цивільного права. Після смерті Роберта Сауті в 1843 році 73-річний Вордсворт був призначений королевою Вікторією поетом-лауреатом, але не мав, на відміну від попередників, ніяких спеціальних творчих обов'язків (писати оди на урочисті дні тощо). Останні роки життя, особливо після смерті дочки, Вордсворт практично перестав писати вірші.

## Основні твори
- Lyrical Ballads, with a Few Other Poems (1798)
  - «Simon Lee»
  - «We Are Seven»
  - «Lines Written in Early Spring»
  - «Expostulation and Reply»
  - «The Tables Turned»
  - «The Thorn»
  - «Lines Composed A Few Miles above Tintern Abbey»
- Lyrical Ballads, with Other Poems (1800)
  - Preface to the Lyrical Ballads
  - «Strange fits of passion have I known»[5]
  - «She Dwelt among the Untrodden Ways»[5]
  - «Three years she grew»[5]
  - «A Slumber Did my Spirit Seal»[5]
  - «I travelled among unknown men»[5]
  - «Lucy Gray»
  - «The Two April Mornings»
  - «Nutting»
  - «The Ruined Cottage»
  - «Michael»
- Poems, in Two Volumes (1807)
  - «Resolution and Independence»
  - «I wandered lonely as a cloud»
  - «My Heart Leaps Up»
  - «Ode: Intimat*ions of Immortality»
  - «Ode to Duty»
  - «The Solitary Reaper»
  - «Elegiac Stanzas»
  - «Composed upon Westminster Bridge, September 3, 1802»
  - «London, 1802»
  - «The world is too much with us»
- The Excursion (1814)
  - «Prospectus to The Recluse»
- Ecclesiastical Sketches (1822)
  - «Mutability»
- The Prelude (1850, posthumous)
  - The Prelude; or, Growth of a Poet's Mind

## Українські переклади
Поезії Вільяма Вордсворта українською перекладали Олександр Мокровольський, Максим Стріха, Олена О'Лір, Юрій Швайдак, Роман Кисельов, Марія Губко.
Публікації
- Вільям Вордсворт. Поезії. Пер. О.Мокровольського, М. Стріхи, Ю. Швайдака. — Київ, 1991.
- Вільям Вордсворт. Поезії. Всесвіт. № 5 1991. 240 с. — С.: 171—177
- Вільям Вордсворт. Поезії в перекладі М. Губко // «Літературна Україна» 13 лютого 2003 року.

### Твори
- Повна збірка поетичних творів Вордсворт [Архівовано 11 травня 2008 у Wayback Machine.] (англ.) на bartleby.com [Архівовано 30 вересня 2015 у Wayback Machine.]
- Обрані поезії (англ.)
- Biography and Works [Архівовано 4 березня 2011 у Wayback Machine.] (англ.)
- Poetry Archive: 166 poems of William Wordsworth [Архівовано 21 січня 2008 у Wayback Machine.] (англ.)
- To Toussaint Louverture — poem by William Wordsworth
- Extensive Information on Wordsworth's Poem,  Lines Written a Few Miles above Tintern Abbey [Архівовано 11 березня 2005 у Wayback Machine.]

### Українські переклади
- Поезія Вільяма Вордсворта в українських перекладах [Архівовано 26 жовтня 2020 у Wayback Machine.]
- Поезія Вільяма Вордсворта в українських перекладах [Архівовано 6 березня 2017 у Wayback Machine.]